# 2022年アブハジア総選挙
2022年アブハジア総選挙（2022ねんアブハジアそうせんきょ）は、2022年3月12日および3月26日にアブハジアで行われた人民議会議員の総選挙である。

## 概要
アブハジアは、1992年にジョージアから事実上独立。ロシア、ニカラグア、ベネズエラ、ナウル、シリアが国家として承認している。2017年に実施した総選挙でジョージアは、選挙の実施は国際法上違法であり、「ロシアの侵略による民族浄化、軍事介入、ジョージア領土の占領を正当化しようとする試み」と非難している。
男性107人、女性16人の計123人が、35人の人民議会の議席をめぐって立候補した。19人の候補者は、再選を目指す現職議員だった。アブハジア中央選挙管理委員会は3月2日、候補者の登録を締め切った。アブハジア政府の野党は、アスラン・ブジャニア大統領の弾劾手続きを開始するため、現在の議会の任期を延長するよう要求したが、その要求は聞き入れられなかった。

## 選挙データ

### 行政
- 大統領：アスラン・ブジャニヤ
- 選挙前内閣：第2次アンクヴァブ内閣
  - 首相：アレクサンドル・アンクヴァブ
  - 与党：アイタイラ
- 選挙後内閣：第2次アンクヴァブ内閣
  - 首相：アレクサンドル・アンクヴァブ
  - 与党：アイタイラ

### 立候補締切日
- 2022年3月2日

### 投票日
- 2022年3月12日（第1回）
- 2022年3月26日（第2回）

### 改選数
- 35

### 選挙制度
- 小選挙区二回投票制[4]

## 選挙結果

### 党派別獲得議席
| 党派                                                     | 党派               | 獲得 議席          | 増減               | 第1回投票 | 第1回投票 | 第2回投票 | 第2回投票 | 改選前 |
| 党派                                                     | 党派               | 獲得 議席          | 増減               | 得票数    | 得票率    | 得票数    | 得票率    | 改選前 |
| -------------------------------------------------------- | ------------------ | ------------------ | ------------------ | --------- | --------- | --------- | --------- | ------ |
|                                                          | 無所属             | 30                 | 増減なし           |           |           |           |           | 30     |
|                                                          | アムサカラ         | 4                  | 04                 |           |           |           |           | 0      |
|                                                          | アイタイラ         | 1                  | 01                 |           |           |           |           | 0      |
| 総計                                                     | 総計               | 35                 | 増減なし           |           | 100.0%    | 35,980    | 100.0%    | 35     |
| 有効票数（有効率）                                       | 有効票数（有効率） | 有効票数（有効率） | 有効票数（有効率） |           |           | 35,980    | 97.55%    | －     |
| 無効票数（無効率）                                       | 無効票数（無効率） | 無効票数（無効率） | 無効票数（無効率） |           |           | 905       | 2.45%     | －     |
| 投票総数（投票率）                                       | 投票総数（投票率） | 投票総数（投票率） | 投票総数（投票率） | 68,221    | 51.07%    | 36,885    | 54.52%    | －     |
| 棄権者数（棄権率）                                       | 棄権者数（棄権率） | 棄権者数（棄権率） | 棄権者数（棄権率） | 65,353    | 48.93%    | 30,774    | 45.48%    | －     |
| 有権者数                                                 | 有権者数           | 有権者数           | 有権者数           | 133,574   | 100.0%    | 67,659    | 100.0%    | －     |
| 出典：Sputnik Abkhazia（第1回）,CEC of Abkhazia（第2回） |                    |                    |                    |           |           |           |           |        |